# 千葉市蘇我スポーツ公園
千葉市蘇我スポーツ公園（ちばしそがスポーツこうえん）は、千葉県千葉市中央区にある公園である。施設は千葉市が所有し、MMT共同事業体が指定管理者として運営管理を行っている。

## 概要
自然災害等における防災拠点の整備を兼ねる形で、2001年10月に千葉市によって「蘇我特定地区整備計画」が制定された。なお、整備自体は千葉市ではなく、独立行政法人都市再生機構が手掛けている。2005年10月に球技場（条例上の名称は「千葉市蘇我球技場」。現：フクダ電子アリーナ）を含む一帯で供用が開始された。以降、2008年4月に多目的広場、2011年3月に庭球場、2014年4月に第1多目的グラウンド、2015年4月に第2多目的グラウンドがそれぞれ追加供用されている。

## 指定管理者
指定管理者は施設創設から2015年3月31日までシミズオクト・東洋メンテナンス共同事業体であったが、2015年の契約更新時に2グループから応募があり、選考の結果、株式会社千葉マリンスタジアムを代表企業とするMMT共同事業体（株式会社千葉マリンスタジアム、日本メックス株式会社、東洋メンテナンス株式会社）が選定された。
2020年の契約更新時には株式会社千葉マリンスタジアムを代表企業とするSSP UNITED（株式会社千葉マリンスタジアム、ジェフユナイテッド株式会社、日本メックス株式会社、日本体育施設株式会社）1グループのみが応募し、同グループが選定された。契約期間は2020年4月1日から5年間。

## 施設
遊具広場・駐車場を除き東京都文京区に本社を置くフクダ電子が各施設の命名権を取得している（括弧内は命名権名称）
蘇我球技場（フクダ電子アリーナ）
- 所在地：千葉県千葉市中央区川崎町1-20

多目的広場（フクダ電子スクエア）
- 所在地：千葉県千葉市中央区川崎町2-18
- 敷地面積：23,947m2
- サッカーコート：人工芝2面（16,872m2、111m×152m）
- 2008年4月に供用開始。日本プロサッカーリーグ（Jリーグ）に加盟するジェフユナイテッド市原・千葉のアカデミー（ユース他）の公式戦が開催されている。

庭球場（フクダ電子ヒルスコート）
- 所在地：千葉県千葉市中央区川崎町1-15
- コート数：20面（夜間照明設備12面）
- コート：砂入り人工芝
- 2011年3月に供用開始。

第1多目的グラウンド（フクダ電子フィールド）
- 所在地：千葉市中央区川崎町4-8
- 敷地面積：約2.7ha
  - 人工芝　(サッカーコート2面）

- 2014年4月に供用開始。

第2多目的グラウンド（フクダ電子グラウンド）
- 所在地：千葉市中央区川崎町4-8
- 敷地面積：約6.0ha
  - 土（少年軟式野球2面、ソフトボール2面）

- 2015年4月に供用開始。
- 2017年6月10日に隣接するフクダ電子アリーナで行われた明治安田生命J2リーグ第18節千葉対福岡の試合において、強風に飛ばされた当グラウンドの土が試合中のスタジアムに飛散した。これは試合の中継映像でもはっきりと確認できるほどで、両チームの選手が目を擦る場面もしばしば見受けられた。後日、千葉市長がこの件について謝罪した。
- 前述する試合の前にも、2017年5月よりスポーツ公園内にて行われている大型野外音楽イベントJAPAN JAMでも強風により砂埃が発生しており、イベントを企画するロッキング・オンからの寄付などを受け、外野部分に天然芝を整備した。

円形野球場（フクダ電子スタジアム）
- 所在地：千葉市中央区川崎町3-2
- 敷地面積：約13,100m2
- 両翼96.36m×センター116.97m。内野は黒土舗装、外野はウォーニングゾーンを除き天然芝。
- 2019年8月に供用開始。

遊具広場
- ジャンボスライダー遊具
- ロープウェイ遊具
- パーゴラ

駐車場
- 第1駐車場 - 158台
- 第2駐車場 - 320台
- 第3駐車場 - 476台

## 未整備区域
以下の未整備区域について、千葉市は2021年度までに整備する予定である。
- 第3多目的グラウンド（仮称）：約2.2ha
- レクリエーション広場：約1.8ha
- 第4駐車場

## 主なイベント
- ジェフユナイテッド市原・千葉のホームゲーム（2005年10月 - ）
- JAPAN JAM（2017年 - ）
- ROCK IN JAPAN FESTIVAL（2022年 - ）。2019年まで開催されていた国営ひたち海浜公園（茨城県ひたちなか市）から会場を移す形で開催[14][15]。

## アクセス
- 球技場
  - JR東日本（外房線・内房線・京葉線）蘇我駅より徒歩8分（700m）[16]
- 多目的広場および第1多目的グラウンド
  - 蘇我駅より徒歩12分[17]
- 庭球場
  - 蘇我駅より徒歩30分[18]
  - 蘇我駅西口から小湊鉄道バス「八幡宿駅」行で「蘇我神社」下車、徒歩10分[18]
  - 千葉駅から小湊鉄道バス「八幡宿駅」または「長柄ロングウッドステーション」行」で「蘇我神社」下車、徒歩10分[18]

## 周辺
- ユナイテッドパーク
- ハーバーシティ蘇我
- 千葉市立蘇我小学校
- JFEスチール東日本製鉄所

## ギャラリー

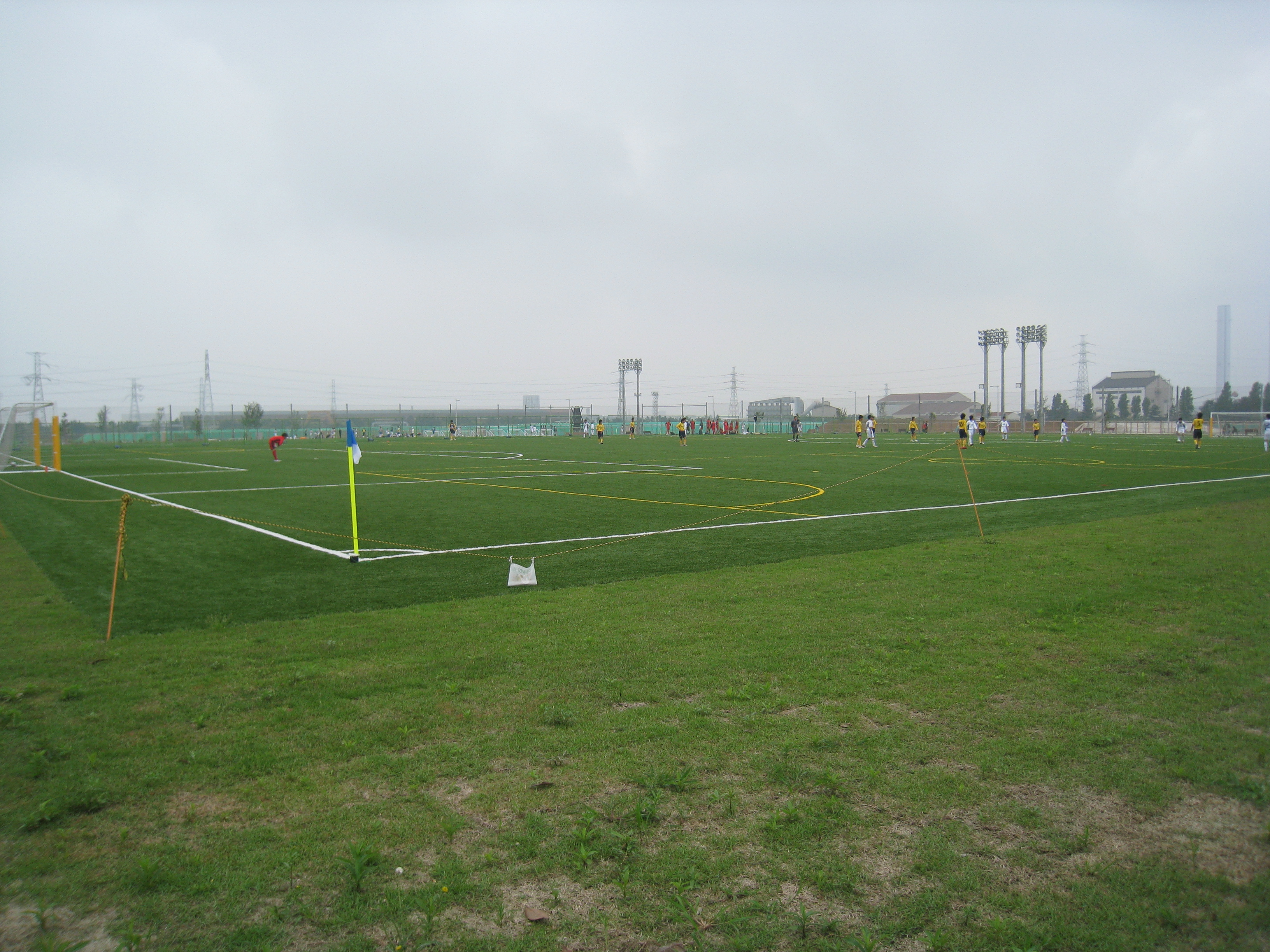
多目的広場（フクダ電子スクエア）
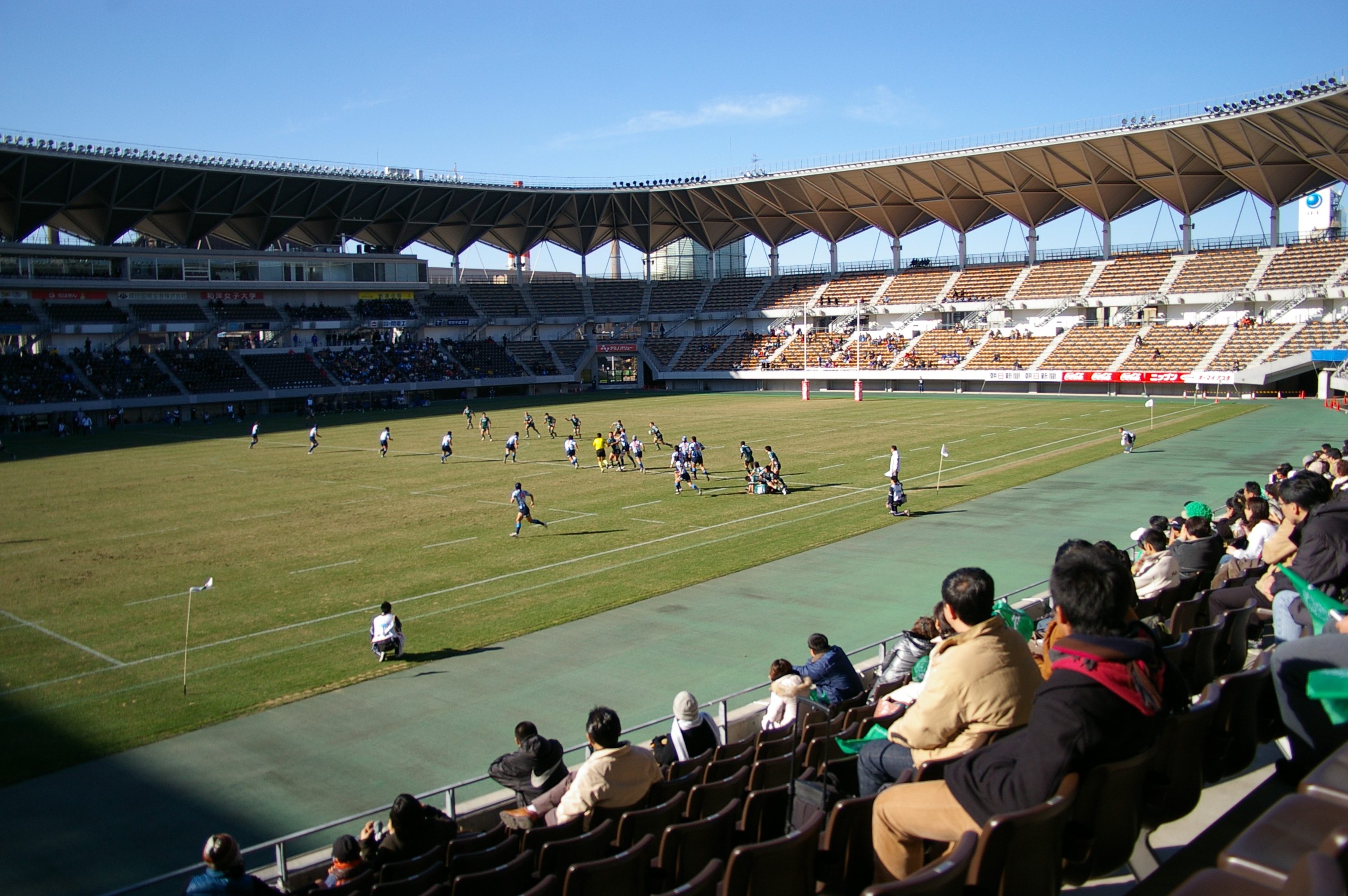
蘇我球技場（フクダ電子アリーナ）フィールド
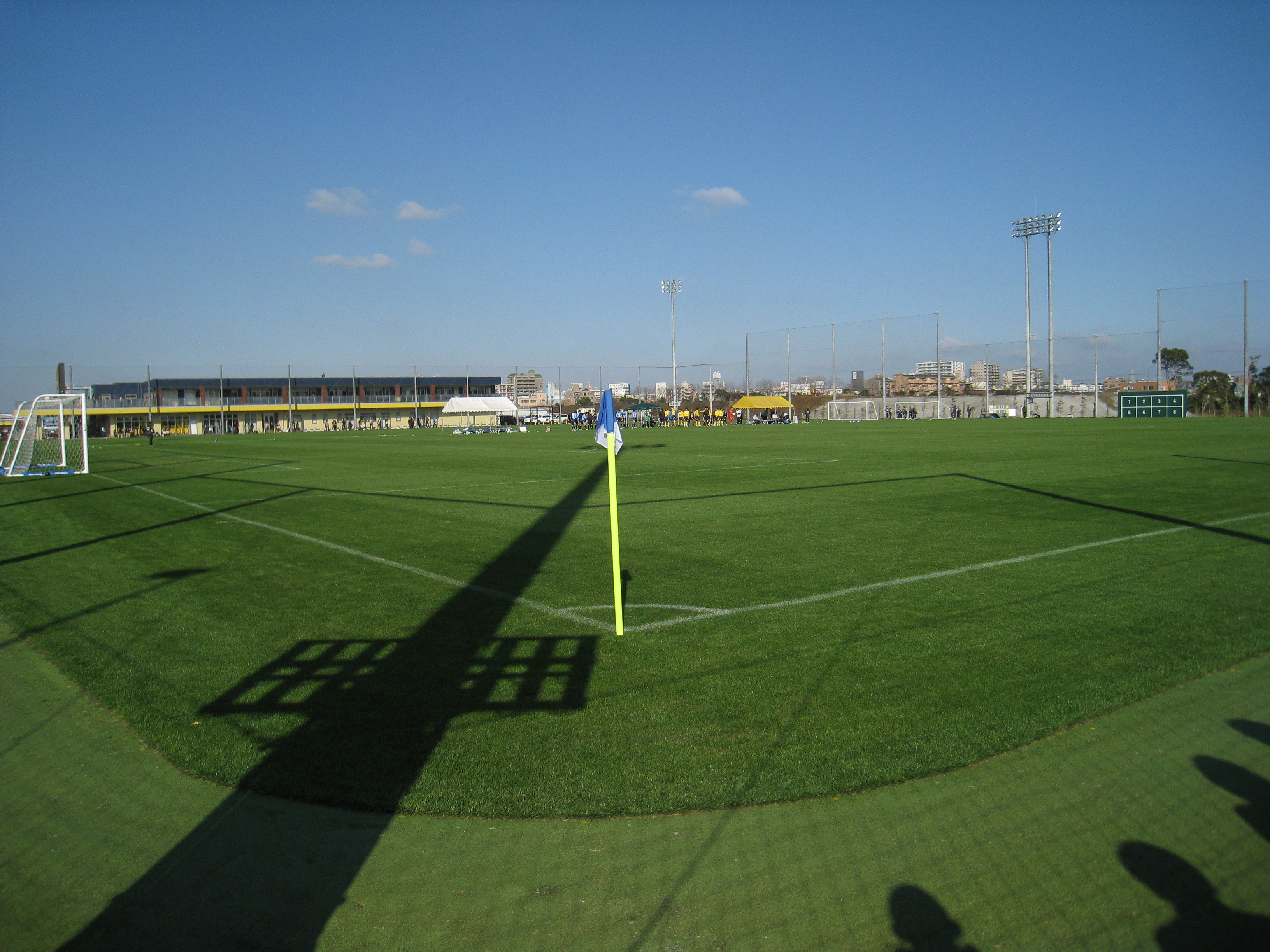
ユナイテッドパーク